# ТЕС Матарбарі
21°42′5″ пн. ш. 91°52′48″ сх. д. / 21.70139° пн. ш. 91.88000° сх. д.
ТЕС Матарбарі – теплова електростанція, що споруджується на сході Бангладеш як складова частина проекту портово-індустріальної зони Матарбарі. 
До 2010-х років електроенергетика Бангладеш базувалась на використанні природного газу та нафтопродуктів. Втім, у певний момент стрімке зростання попиту на тлі здорожчання вуглеводневого палива призвела до появи численних проектів вугільних електростанцій, однією з яких стала ТЕС Матарбарі державної компанії Coal Power Generation Company Bangladesh Ltd (CPGCBL). 
Станція повинна мати два однотипні конденсаційні енергоблоки потужністю по 600 МВт, які використовуватимуть технологію ультрасуперкритичних параметрів пари. Паливна ефективність при цьому очікується на рівні 42%. Основне обладнання постачать японські компанії IHI (котли) та Toshiba (турбіни та генератори).
Для охолодження станція використовуватиме морську воду. Відповідна система потребувала 6,7 км поліетиленових труб діаметром 2,3 метра, які виготовили у Норвегії, поставили на плав шляхом герметизації торців та відбуксирували до Бангладеш. Вояж на відстань у 16700 кілометрів зайняв 72 доби.
Необхідна для генерації пари частина води в обсягах 2500 м3 на добу проходитиме опріснення за технологією зворотнього осмосу. 
Вугілля для роботи ТЕС – 3,7 млн тон на рік – імпортуватимуть через згаданий вище порт Матарбарі, глибина підхідного каналу якого становитиме 18,5 метра. 
Для видалення продуктів згоряння ТЕС матиме димар заввишки 275 метрів.
Видача продукції відбуватиметься по ЛЕП, розрахованій на роботу під напругою 400 кВ.
Станом на липень 2020 року готовність проекту становила 30%, а його введення в експлуатацію планувалось на середину 2023-го.
Можливо відзначити, що в влітку 2020-го уряд Бангладеш розпочав обговорення плану по згортанню будівництва вугільних електростанцій або їх конверсії у газові. Втім, навіть за умови прийняття цього плану ТЕС Матарбарі збираються завершити за первісним проектом.